# Eldrine
Eldrine (ƎLDRINE) — грузинская рок-группа. В состав группы входят: Софи Торошелидзе, Михаил Челидзе (Miken), Ираклий Бибилашвили (Bibo), Давид Чангошвили (Chango), Тамара Шакеладзе и DJ Бесо Цахелашвили (DJ Be$$). 14 февраля 2011 стало известно, что группа выступит как представитель Грузии на конкурсе Евровидение 2011. Песню «One More Day» («Ещё один день») группа исполнила в первом полуфинале Евровидения (10 мая), набрала достаточное количество голосов телезрителей, чтобы пройти в финал конкурса. В финале коллектив занял девятое место.

## История
Группа была образована в 2007 тремя нынешними участниками коллектива под названием «Bios». Вскоре к группе присоединилась Тамара Вадачкория, и утвердила свой псевдоним (Eldrine) как новое название группы. В 2011 группа выиграла местный отбор на Евровидение 2011, который прошёл в Дюссельдорфе, Германия. 28 февраля 2011 состав группы был изменён. Место солистки Тамары Вадачкории заняла Софо Торошелидзе.

## Альбомы
- Fake Reality (2011)
- Till the end (2014)

## Синглы
- Haunting (2010)
- One More Day (2011)